# Actinoptera fuscula
Actinoptera fuscula är en tvåvingeart som beskrevs av Munro 1957. Actinoptera fuscula ingår i släktet Actinoptera och familjen borrflugor. Inga underarter finns listade i Catalogue of Life.